# Sant Pere de Bellver de Sió
Sant Pere de Bellver de Sió és una església d'Ossó de Sió (Urgell) inclosa a l'Inventari del Patrimoni Arquitectònic de Catalunya. D'origen romànic, la seva estructura ha sofert al llarg del temps profundes transformacions. A principi dels anys vuitanta del segle xx va ser restaurada i s'ha intentat recuperar les formes de l'església primitiva amb pedres originals que s'han retrobat sota el paviment del presbiteri.

## Descripció
Es troba a la part més elevada del poble de Bellver de Sió, en un petit tossal de 410 metres d'altitud a la dreta del riu Sió. És edificada damunt d'una gran roca. És d'una sola nau amb dos contraforts a la banda sud i amb un absis semicircular encarat a llevant.
Aquest absis és l'element arquitectònic que millor indica la naturalesa romànica. Al centre d'aquest absis s'obre una finestra de doble esqueixada, d'arc de mig punt decorat. Al capdamunt hi ha una franja de decoració esculpida amb una filera de vint arquets cecs recolzats sobre mènsules esculpides. L'estructura decorativa de l'absis és un exemple de l'evolució dels motius ornamentals llombards, amb una interpretació molt personalitzada que no té paral·lelismes en altres edificis catalans de l'època.
Prop de l'absis hi ha dues portes amb llinda i muntants de pedra de construcció recent. La volta original a l'interior fou substituïda per una volta de llunetes fetes de maons i guix, sostinguda per arcs apuntats i irregulars. La porta d'entrada està formada per un arc de mig punt format per dovelles allargades. La porta central presenta un baix relleu de Sant Pere. El campanar és un sòlid cub petri, adossat a la banda esquerra de l'església, es transforma en una torre octogonal coronada per vuit pinacles rematats per boles. El campanar només té una petita finestra rectangular.

## Història
L'església de «Belveder» és esmentada a l'acta de consagració de Santa Maria de Guissona de l'any 1098. L'any 1151 l'església, abans lligada a la canònica de Guissona, fou cedida a la col·legiata de Santa Maria de Solsona pel Papa Eugeni III. Pocs anys després (1163), en l'acta de consagració de Santa Maria de Solsona, es torna a ratificar aquesta parròquia entre les seves propietats. El 1279 i el 1286 el rector de Sant Pere de Bellver contribuí a sufragar la dècima papal recaptada a la Diòcesi d'Urgell en aquells anys, així com a la dècima del 1391.